# Tore Lauritzson
Tore Lauritzson, född 19 april 1913 i Kristianstad, död 1 februari 1984 i Helsingborgs Maria församling, var en svensk företagsledare och civilingenjör 
i kemiteknik.
Lauritzson avlade 1936 civilingenjörsexamen vid Kungliga tekniska högskolan (KTH) i Stockholm.
Tore Lauritzsons intresse för djupfrysning väcktes i slutet av 1940-talet bland annat under resor och arbete i USA. Han etablerade Helsingborgs Fryshus 1950 (numera Frigoscandia), ett av världens ledande företag för infrysning, frystransporter och fryslagring. Framgångarna baserades på djärva satsningar och framstående teknologisk utveckling särskilt av infrysningsmetoder, som till stora delar leddes av Lauritzson. Som framsynt företagsledare med blick för marknadsutveckling drev han utvecklingen framåt i fryskedjans alla led. 
Lauritzson introducerade hamburgaren i Sverige genom att öppna Burger-Grill vid utställningsområdet Gröningen Helsingborg 1956. Han grundade också restaurangen Mando Steakhouse i Malmö 1966. Den är känd för sin högklassiska design av dansken Arne Jacobsen.
Lauritzson invaldes i början av 1960-talet i Ingenjörsvetenskapsakademien och promoverades 1976 till teknologie hedersdoktor vid Chalmers tekniska högskola.
Tore Lauritzson är begravd på Norra Åsums kyrkogård. Han är farfar till entreprenören Ola Lauritzson.

### Fotnoter
1. 1 2 3  Åke Davidsson (red.), Vem är Vem? : Skåne, Halland, Blekinge, 1966, läs onlineläs online.[källa från Wikidata]
2. ↑  Chalmers: Hedersdoktorer: Tore Lauritzson Arkiverad 24 oktober 2008 hämtat från the Wayback Machine., läst 14 april 2009
3. ↑  ”Tore Lauritzson”. Gravar.se. https://gravar.se/forsamling/kristianstads-pastorat/norra-asums-kyrkogard/16/tore-lauritzson-f08b0. Läst 4 juni 2023.
4. ↑  , läst 17 januari 2013